# John Hampden
John Hampden (ur. 1594 w Londynie, zm. 24 czerwca 1643 w Thame) – angielski polityk.
Był kuzynem Olivera Cromwella. Studiował na Uniwersytecie Oksfordzkim i w londyńskiej Inner Temple, w 1621 został członkiem Izby Gmin, szybko stał się ekspertem od zagadnień podatkowych i bliskim przyjacielem Johna Eliota, czołowego purytańskiego krytyka korony. W latach 20. XVII w. stał się jednym z przywódców opozycji wobec króla Karola I, sprzeciwiał się zwiększaniu przez króla podatków bez zgody parlamentu, w 1627 został na prawie rok uwięziony za odmowę wpłacenia wymuszonej przez króla pożyczki. Od 1640 był członkiem Krótkiego i Długiego Parlamentu i współpracownikiem Johna Pyma. Po wybuchu w 1642 wojny domowej w Anglii walczył w armii parlamentu, w 1643 zginął w walce z rojalistami.